# Museo di arte contemporanea (Roma)
Il Museo di Arte Contemporanea di Roma (MACRO) è un istituto museale situato nei pressi di Porta Pia, nel quartiere Salario-Nomentano di Roma, realizzato dall'architetta francese Odile Decq. Il MACRO ha fatto parte fino al 2017 del sistema "Musei in Comune" della Sovrintendenza Capitolina ai Beni Culturali. Dal gennaio 2018, a seguito della riorganizzazione delle istituzioni culturali della città, la gestione è stata affidata all’Azienda Speciale Palaexpo, ente strumentale di Roma Capitale, Assessorato alla Crescita culturale.
Istituito tra la fine del XIX secolo e l'inizio del XX secolo con il nome di Galleria Comunale d'Arte Moderna e Contemporanea di Roma, il museo ha avuto sede in diversi edifici.
All'inizio del XXI secolo è stato destinato a Museo di Arte Contemporanea di Roma.

## Storia

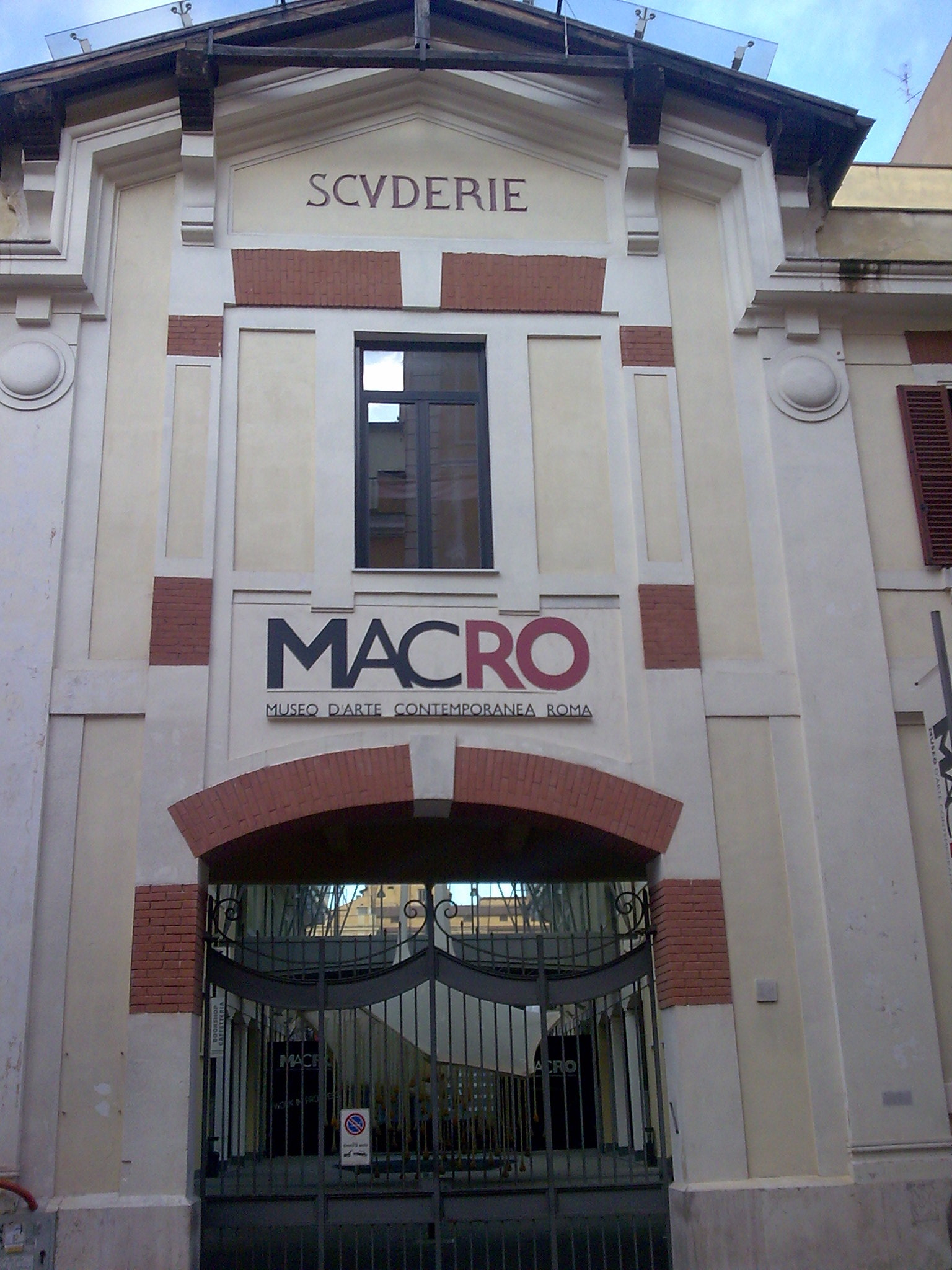
Gli uffici dell'istituto museale situati in via Reggio Emilia, 54

Nel 1883 il Comune di Roma acquisì alcune opere d'arte all'Esposizione internazionale di Belle Arti, con l'intento di costituire una galleria d'arte moderna e contemporanea.

### Novecento
Nel 1913 Auguste Rodin donò il bronzo Busto di signora alla città di Roma. Nel 1925, dopo altre acquisizioni, il Comune di Roma decise di costituire, a Palazzo Caffarelli al Campidoglio, una galleria comunale d'arte moderna e contemporanea.
Nel 1931 la collezione venne ulteriormente ampliata e intitolata a Benito Mussolini. Nel 1938 l'istituzione venne soppressa e la collezione fu trasferita alla Galleria nazionale d'arte moderna.
Nel 1949 la raccolta venne ricostituita. Molte delle opere depositate presso la Galleria nazionale tornarono alla Galleria comunale, che riaprì al pubblico a Palazzo Braschi.
Nel 1963 buona parte della collezione fu trasferita a Palazzo delle Esposizioni, dove rimase fino al 1981, anno in cui l'edificio chiuse per restauri. Le opere vennero riportate nei depositi di Palazzo Braschi.
Nel 1989 il Comune di Roma assegnò il lotto C dell'ex stabilimento Birra Peroni del quartiere Salario-Nomentano come sede della Galleria comunale. Tra il 1991 e il 1994, la collezione, ormai in parte dispersa, venne riordinata e riunita, e nel 1995 la Galleria venne riaperta provvisoriamente nell'ex convento delle Carmelitane, esponendo 150 opere della raccolta.
Nel marzo 1996 iniziarono i lavori di ristrutturazione di una parte dell'ex Stabilimento Peroni destinati alla nuova sede della Galleria Comunale d'Arte Moderna e Contemporanea di Roma, che riaprì al pubblico nel 1999.
Nel 2000 il Comune di Roma indice un concorso di progettazione per ampliare ulteriormente la sede: nel 2001 l'architetto francese Odile Decq riceve l'incarico della realizzazione dell'ampliamento, i cui lavori inizieranno nel 2004. 
Nel 2002, il museo viene inaugurato ufficialmente con il nome di MACRO - Museo di Arte Contemporanea di Roma, sotto la direzione di Danilo Eccher.

## MACRO Testaccio

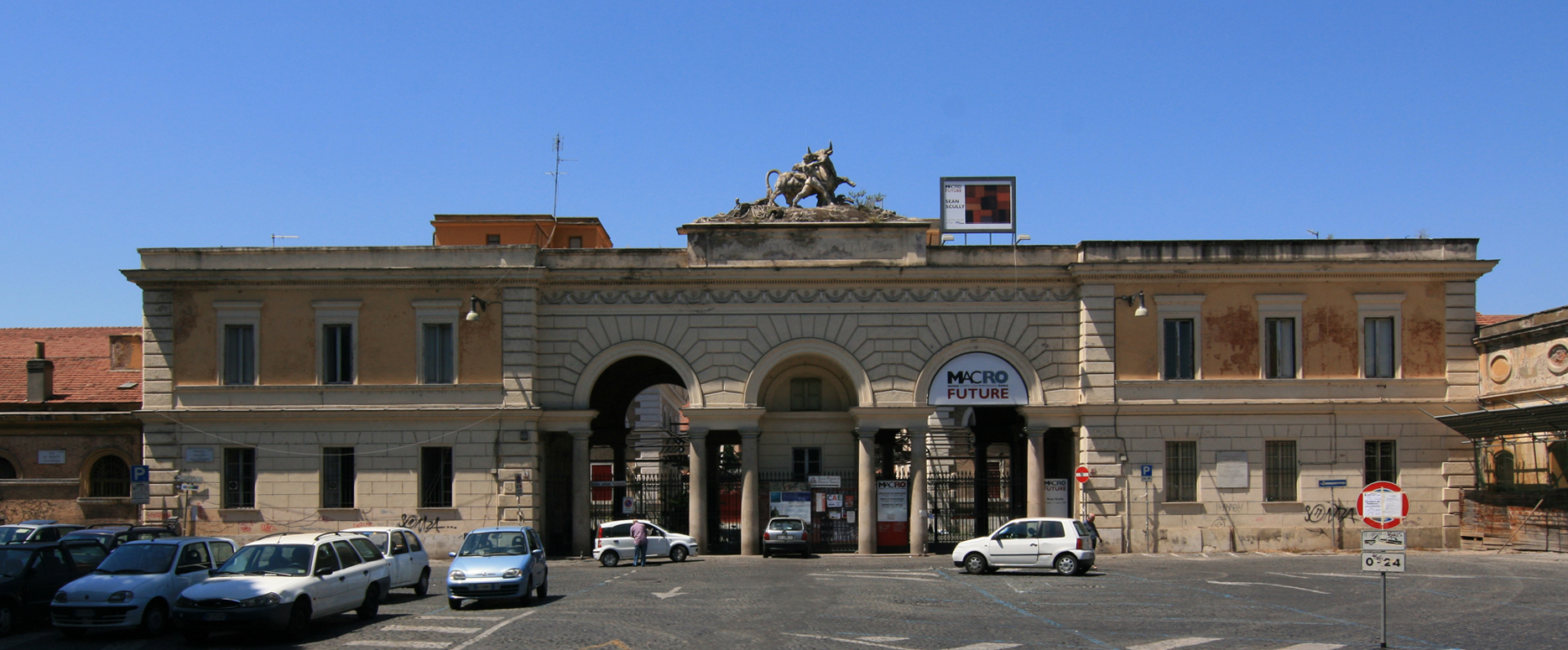
Ingresso del MACRO Future a Testaccio, oggi ex Mattatoio di Roma.

Nel 2002, in due padiglioni dell'ex mattatoio di Testaccio, è stata aperta una sede distaccata del museo chiamata MACRO Future a Testaccio, oggi chiamata Mattatoio di Roma.
Dal 2010, anno in cui il museo riapre al pubblico, prima nella sede di Testaccio e successivamente, dal 2013, nella sede di Via Nizza, il museo è stato il principale spazio espositivo della manifestazione FotoGrafia. Festival internazionale di Roma, accogliendone le mostre principali, la collettiva sul tema, la Commissione Roma ed il Photobook Market.
La gestione, affidata ai Musei in Comune della Sovrintendenza Capitolina ai Beni Culturali fino al 2017, ha realizzato negli anni un percorso dedicato al contemporaneo arricchito anche dalla presenza, sempre all'interno del Mattatoio, dell’Accademia di Belle Arti e della Facoltà di Architettura di Roma Tre.

## Direzione
Il MACRO è gestito dal Comune di Roma, è stato affidato ai Musei in Comune; i servizi museali sono stati curati da Zètema Progetto Cultura fino al 2017.
Dal 2018 la gestione è affidata all'Azienda Speciale Palaexpo, ente strumentale di Roma Capitale, Assessorato alla Crescita Culturale.

### Direttori
- Giovanna Bonasegale: ? - 2001
- Danilo Eccher: 2001 - 2008
- Luca Massimo Barbero: 2008 - 2011
- Bartolomeo Pietromarchi: 2011- 2013
- Giovanna Alberta Campitelli: 2013 - 2014
- Federica Pirani: 2014 - 2016
- Claudio Parisi Presicce: 2016 - 2017
- Giorgio De Finis - direttore artistico: 2018 - 2019
- Luca Lo Pinto - direttore artistico: 2020 - 2024
- Cristiana Perrella - direttore artistico: 2025 - 2027[10]

## Collezione
La collezione del MACRO comprende circa 600 opere d'arte, ed è costituita principalmente da opere della seconda metà del XX secolo di artisti italiani come Giovanni De Martino, Carla Accardi, Antonio Sanfilippo, Achille Perilli, Piero Dorazio, Leoncillo and Ettore Colla (Gruppo Forma 1); Mario Ceroli e Pino Pascali (Arte Povera); Tano Festa, Mario Schifano, Titina Maselli e Mimmo Rotella (Scuola di Piazza del Popolo).
La raccolta comprende inoltre opere di artisti delle ultime generazioni come: Giovanni Albanese, Andrea Aquilanti, Gianni Asdrubali, Domenico Bianchi, Bruno Ceccobelli, Sarah Ciracì, Enzo Cucchi, Fabrice de Nola, Gianni Dessì, Daniele Galliano, Federico Guida, Felice Levini, Fabio Mauri, Luigi Ontani, Cristiano Pintaldi, Piero Pizzi Cannella, Gioacchino Pontrelli, Bernardo Siciliano, Sissi, Marco Tirelli.

## Collegamenti
| È raggiungibile dalla fermata V.le Regina Margherita/Nizza | del tram 3 |

| È raggiungibile dalla fermata V.le Regina Margherita/Nizza | del tram 19 |

 Fermata autobus ATAC